# Peronospora destructor
Peronospora destructor is een plantpathogeen. Het veroorzaakt valse meeldauw op bladeren van gecultiveerde en wilde Allium. Allium cepa wordt het vaakst aangetast, terwijl Allium schoenoprasum en Allium porrum slechts af en toe worden aangetast. Valse meeldauw is een belangrijke ziekte bij uien.

## Kenmerken
Het veroorzaakt een lichtgrijze meeldauw op de bladeren en andere delen van de aangetaste uienscheut, waarin conidioforen met sporangiale sporen (conidia) worden gevormd. Deze overval vindt 's nachts plaats. Na verloop van tijd worden de vlekken zwart als gevolg van secundaire infectie met microscopische saprotrofe schimmels van de geslachten Alternaria, Cladosporium, Epicoccum en anderen.
Conidioforen zijn 200-570 µm lang, 10 tot 17 µm in diameter en verdikt tot 20 µm aan de basis. Ze vertakken 5 tot 7 keer monopodiaal. Hun takken zijn recht of licht gebogen, rechtopstaand. De eindtakken zijn snavelvormig of gevorkt en gebogen, gelijkmatig taps toelopend, stomp aan de bovenkant, schuin in een min of meer scherpe hoek, soms recht, tot 23 µm lang, 2,5 tot 5 µm breed aan de basis. Conidia-ellipsoïde, aan de basis taps toelopend, soms met een grote papil, bovenaan afgerond of licht spits, geelbruin van kleur, 42–60 × 20–32 µm.
De sporen hebben een wigvormige taps toelopende basis, zijn geelbruin, 42-60 × 20-32 m groot. Ook worden bolvormige oösporen met een diameter van 30-45 µm gevormd met een onregelmatig gerangschikt episporium met een diameter tot 6 µm.

## Verspreiding
Het komt wereldwijd voor .